# 七音略

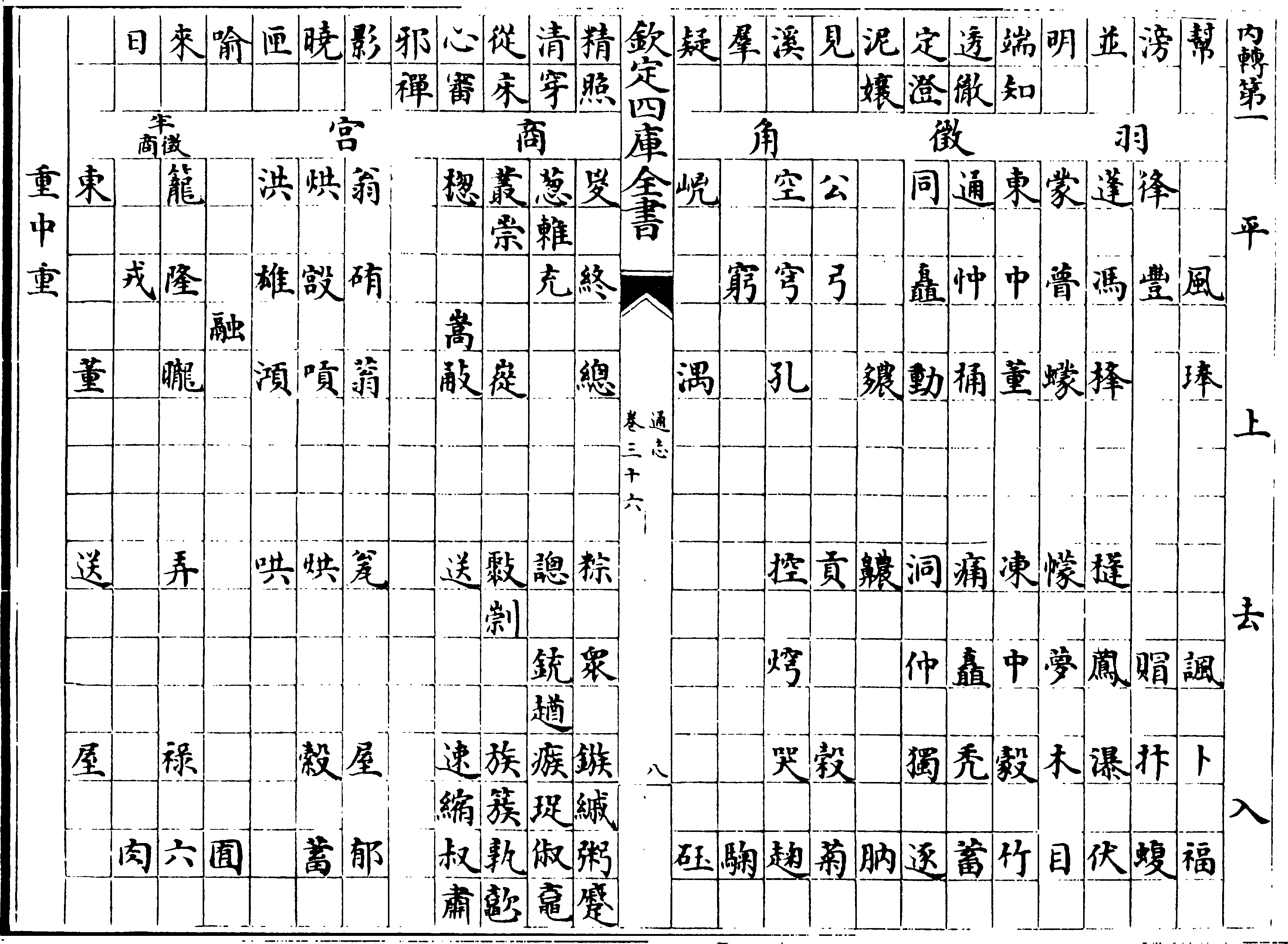
《七音略》第一表

《七音略》是一部韵图，成书于1161年以前。这部书能幸存下来，要归功于南宋史学家郑樵（1104–1162）将其收录于1161年成书的《通志》中。
语言学家罗常培定性研究了《七音略》(1935)。:521–536《七音略》的结构和内容与《韵镜》很接近，据信两者来自宋朝以前的同一底本。:41–42